# Hoover (Automobilhersteller)
Hoover war ein US-amerikanischer Hersteller von Automobilen.

## Unternehmensgeschichte
H. H. Hoover wohnte in St. Louis in Missouri. Im Oktober 1913 entwarf er ein Fahrzeug, dessen Serienproduktion er später ankündigte. Der Markenname lautete Hoover. 1914 endete die Produktion bereits wieder, wobei insgesamt nur wenige Fahrzeuge entstanden.

## Fahrzeuge
Das einzige Modell wird als Cyclecar bezeichnet. Es hatte einen luftgekühlten Einzylindermotor mit 5 PS Leistung. Der Hubraum ist nicht überliefert, allerdings deutet vieles darauf hin, dass er unterhalb von 1100 cm³ lag und damit das Kriterium für Cyclecars erfüllte. Die Motorleistung wurde über eine Kette übertragen.
Das Fahrgestell hatte 213 cm Radstand und 91 cm Spurweite. Aufbau war ein offener Roadster mit zwei Sitzen hintereinander. Das Leergewicht war mit 159 kg angegeben. Die Räder waren Drahtspeichenräder.
Der Neupreis betrug 375 US-Dollar.